# Шерідан (Монтана)
Шерідан (англ. Sheridan) — місто (англ. town) в США, в окрузі Медісон штату Монтана. Населення — 694 особи (2020).

## Географія
Шерідан розташований за координатами 45°27′32″ пн. ш. 112°11′41″ зх. д. / 45.45889° пн. ш. 112.19472° зх. д. (45.458830, -112.194634).  За даними Бюро перепису населення США в 2010 році місто мало площу 2,63 км², уся площа — суходіл.

## Демографія
Згідно з переписом 2010 року, у місті мешкали 642 особи в 306 домогосподарствах у складі 174 родин. Густота населення становила 244 особи/км².  Було 376 помешкань (143/км²).
Расовий склад населення:
| - 95,3 % — білих - 0,5 % — корінних американців - 0,5 % — азіатів - 0,3 % — чорних або афроамериканців |

До двох чи більше рас належало 3,0 %. Частка іспаномовних становила 1,1 % від усіх жителів.
За віковим діапазоном населення розподілялося таким чином: 19,2 % — особи молодші 18 років, 51,8 % — особи у віці 18—64 років, 29,0 % — особи у віці 65 років та старші. Медіана віку мешканця становила 53,1 року. На 100 осіб жіночої статі у місті припадало 82,9 чоловіків;  на 100 жінок у віці від 18 років та старших — 81,5 чоловіків також старших 18 років.
Середній дохід на одне домашнє господарство  становив 60 362 долари США (медіана — 38 947), а середній дохід на одну сім'ю — 73 902 долари (медіана — 56 875). За межею бідності перебувало 11,8 % осіб, у тому числі 39,7 % дітей у віці до 18 років та 1,4 % осіб у віці 65 років та старших.
Цивільне працевлаштоване населення становило 302 особи. Основні галузі зайнятості: освіта, охорона здоров'я та соціальна допомога — 24,5 %, будівництво — 17,2 %, публічна адміністрація — 12,6 %, сільське господарство, лісництво, риболовля — 11,9 %.